# Dơi nếp mũi hình khiên
Dơi nếp mũi hình khiên hay Dơi mũi khiên  (danh pháp khoa học: Hipposideros lylei) là một loài động vật có vú trong họ Dơi nếp mũi, bộ Dơi. Loài này được Thomas mô tả năm 1913.
Loài dơi này được tìm thấy ở Trung Quốc, Lào, Malaysia, Myanmar, Thái Lan và Việt Nam.